# Жан Тибери
Жан Тибери е френски политик, който е бил кмет на Париж от 22 май 1995 г. до 24 март 2001 г. От 2007 г. е кмет на 5-и арондисман в Париж и депутат в Националната Асамблея на Франция.